# NGC 4498
NGC 4498 је спирална галаксија у сазвежђу Береникина коса која се налази на NGC листи објеката дубоког неба.
Деклинација објекта је + 16° 51' 10" а ректасцензија 12h 31m 39,5s. Привидна величина (магнитуда) објекта NGC 4498 износи 11,9 а фотографска магнитуда 12,6. Налази се на удаљености од 16,160 милиона парсека од Сунца. NGC 4498 је још познат и под ознакама UGC 7669, MCG 3-32-56, CGCG 99-75, IRAS 12291+1707, VCC 1379, KUG 1229+171, PGC 41472.